# Sylvia rueppelli

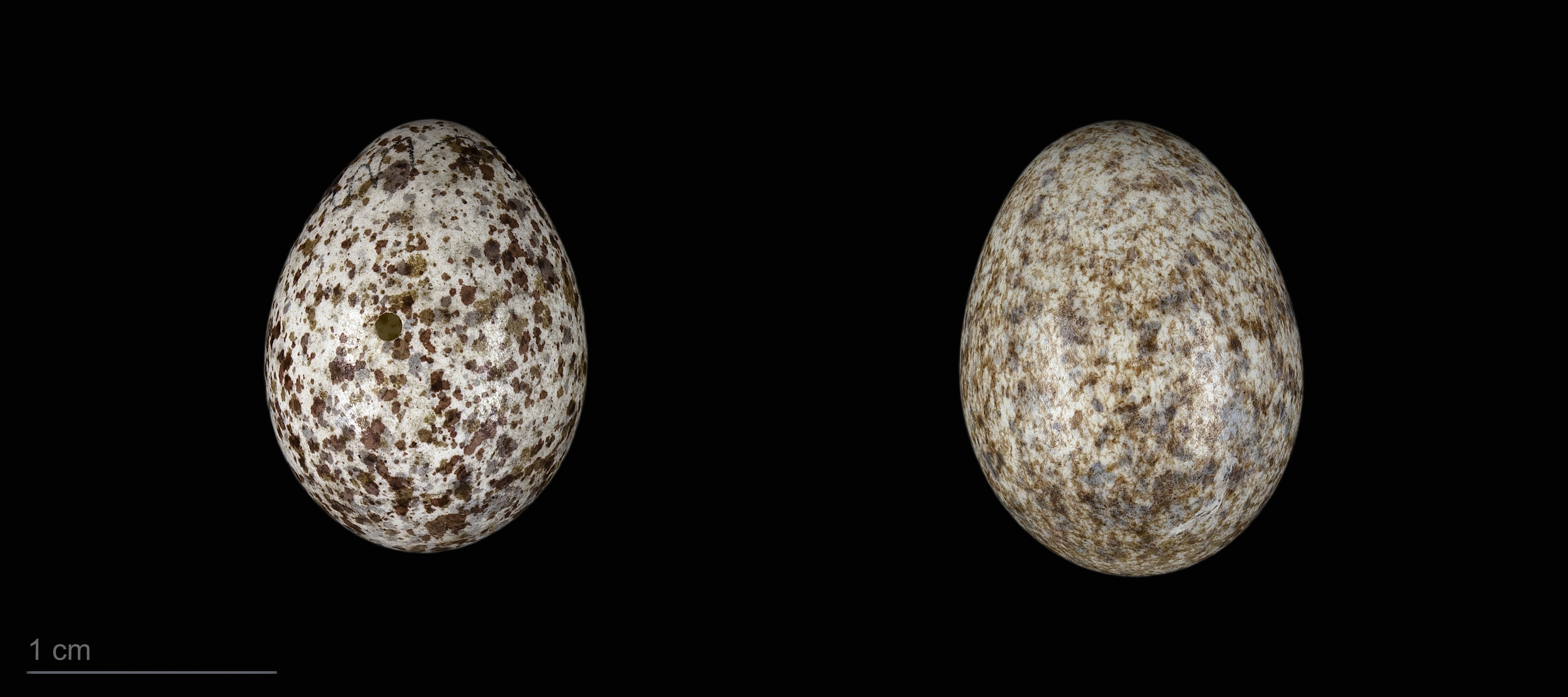
Curruca ruppeli

Sylvia ruppeli là một loài chim trong họ Sylviidae.
Loài này sinh sản ở Hy Lạp, Thổ Nhĩ Kỳ và các hòn đảo lân cận. Đó là lòi di cư, trú đông ở vùng đông bắc Phi. Đây là một loài bay lang thang hiếm hoi đến Tây Âu.